# Dhaulagiri (zona)
Dhaulagiri ou Dhawalagiri (em nepali: धवलागिरी अञ्चल; transl. Dhawalagiri Añcal) é uma zona do Nepal. Está inserida na região do  Oeste. Tem uma população de 556 191 habitantes e uma área de 8 148 km². A capital é a cidade de Baglung. Deve o seu nome ao monte Dhaulagiri, a sétima montanha mais alta do mundo.

## Distritos
A zona de Dhaulagiri está dividida em quatro distritos:
- Baglung
- Mustang
- Myagdi
- Parbat